# Mazda 626
Mazda 626 je osobní automobil střední třídy, který byl vyráběný japonskou automobilkou Mazda v letech 1978 až 2002. Na některých trzích byl prodáván pod názvem Mazda Capella.
Šlo o automobil, který měl konkurovat dalším japonským osobním automobilům střední třídy, jako například Honda Accord, Toyota Corona, a Nissan Bluebird. V roce 2002 byl ve výrobě nahrazen modelem Mazda6.

## První generace CB (1978–1982)
První generace byla představena v roce 1978. Šlo zároveň o poslední generaci s pohonem zadních kol. Design tohoto modelu byl navržen tak, aby měl nízký aerodynamický odpor a výsledkem byla tehdy dost dobrá hodnota cx=0,38. V Americe se prodávala upravená verze s většími plastovými nárazníky, díky kterým splňovala americké bezpečnostní normy. V roce 1980 byla první generace modernizována a ve výrobě vydržela až do roku 1982.

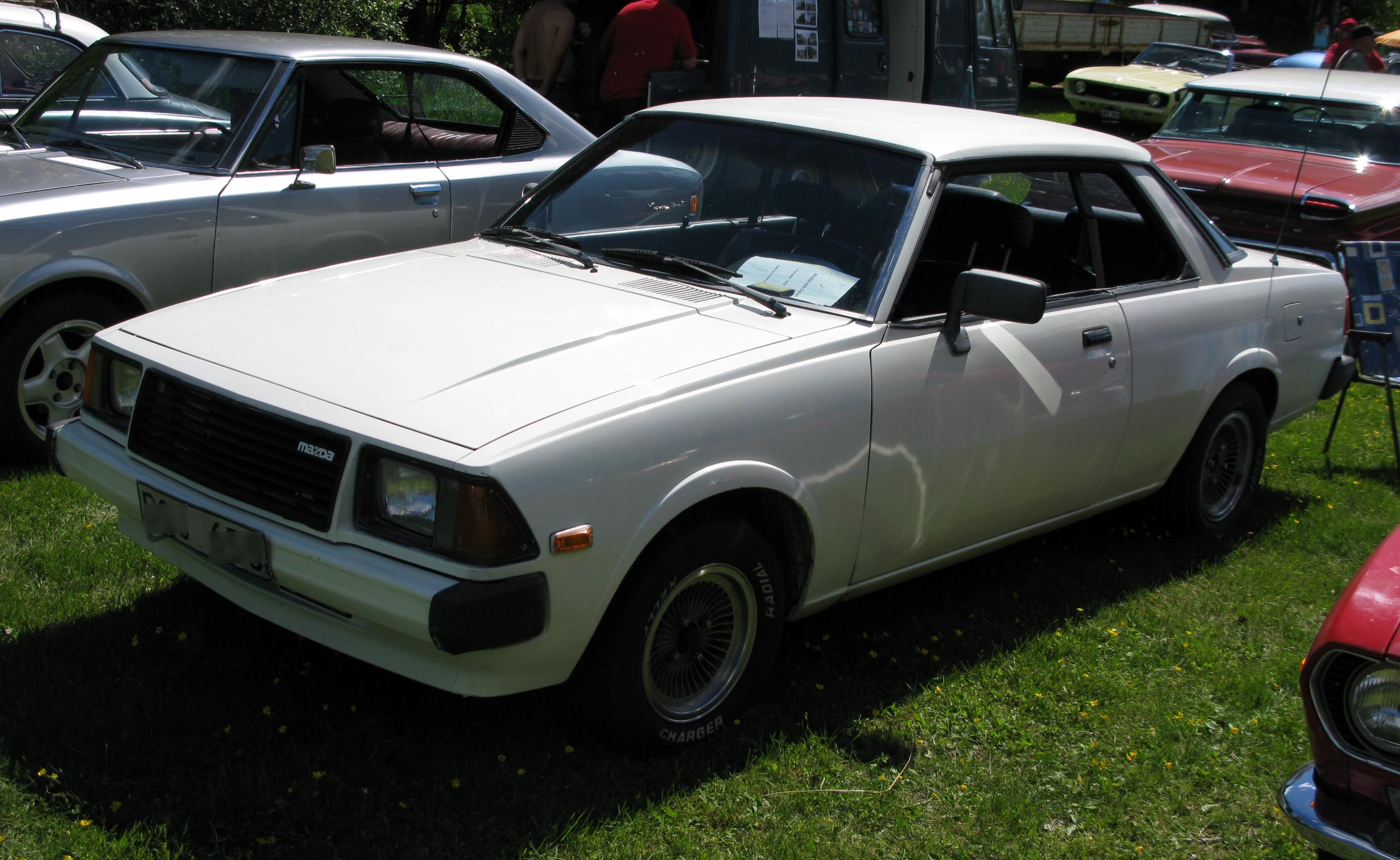
První generace ve verzi kupé
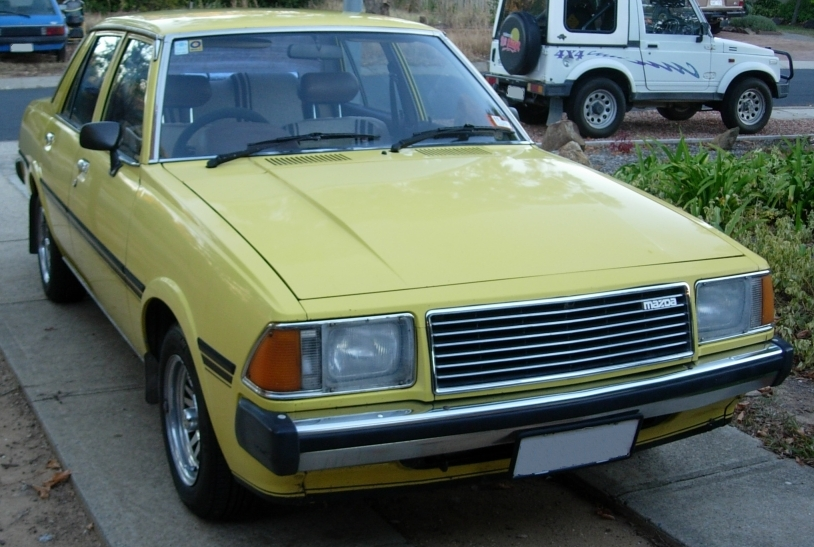
První generace
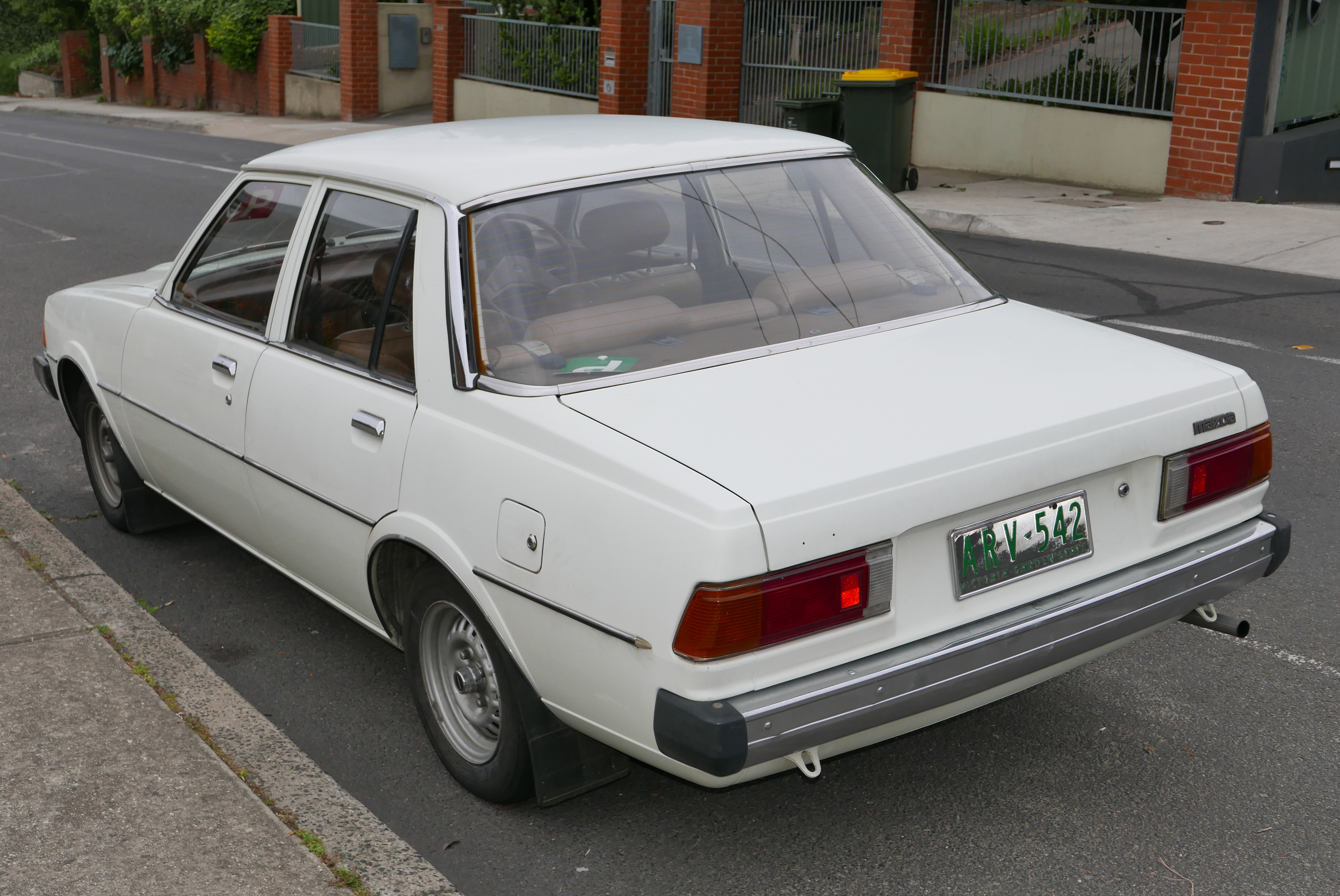
První generace zezadu

## Druhá generace (GC; 1982–1987)
Druhá generace byla představena v roce 1982 a ve výrobě vydržela až do roku 1987. Byla to první generace Mazdy 626 s pohonem předních kol. Zároveň tato generace přešla na nezávislé zavěšení zadní nápravy, nazvané Mazdou Twin-Trapezoidal-Link, která se v upravované podobě používala až do páté generace modelu 626. V roce 1984 skončila na pátem místě jako Evropské auto roku. Od té doby se v Evropě celkem dobře prodávala. V Jižní Koreji se licenčně vyráběla jako Kia Concord.

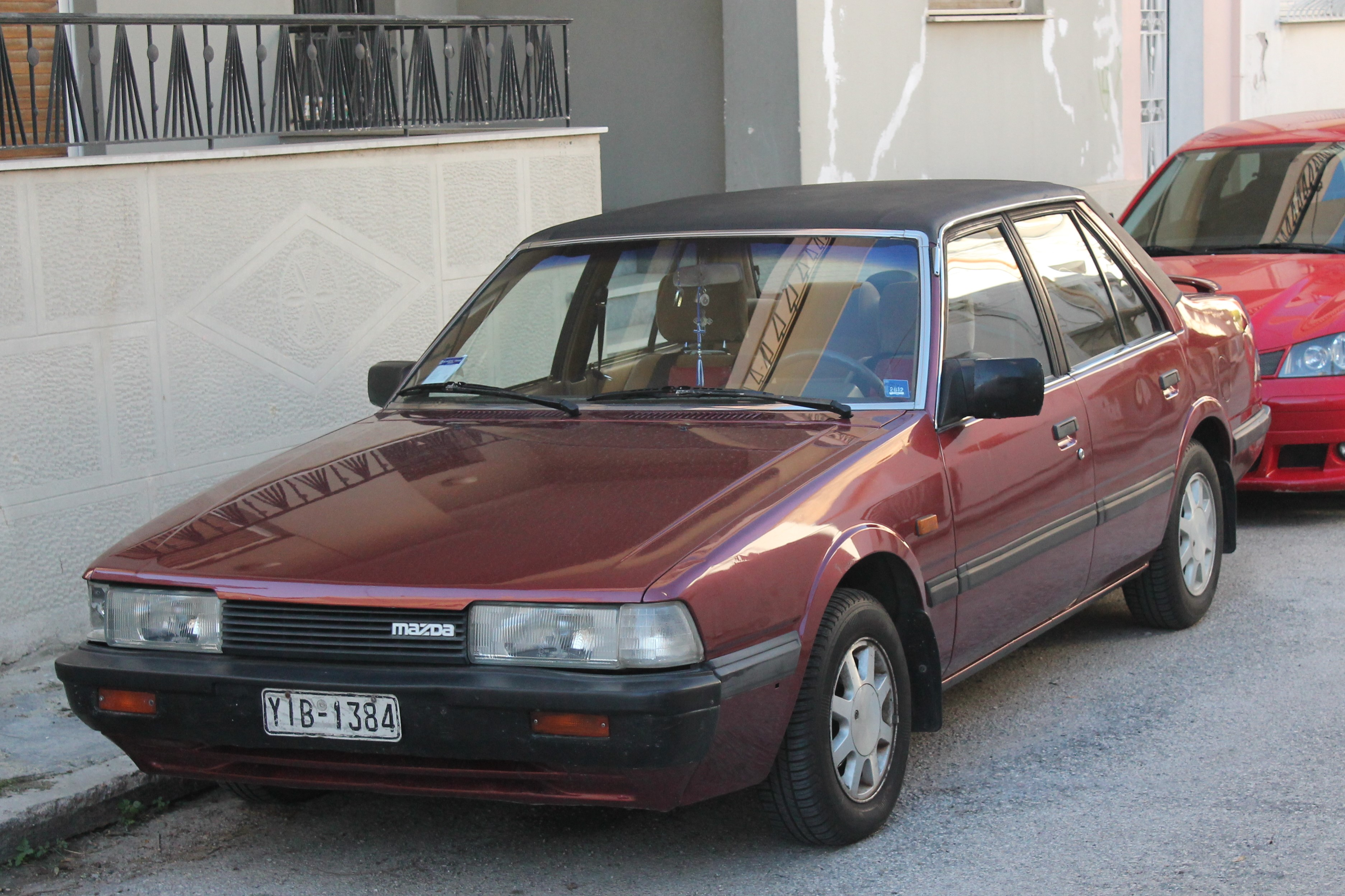
Druhá generace ve verzi sedan zepředu.
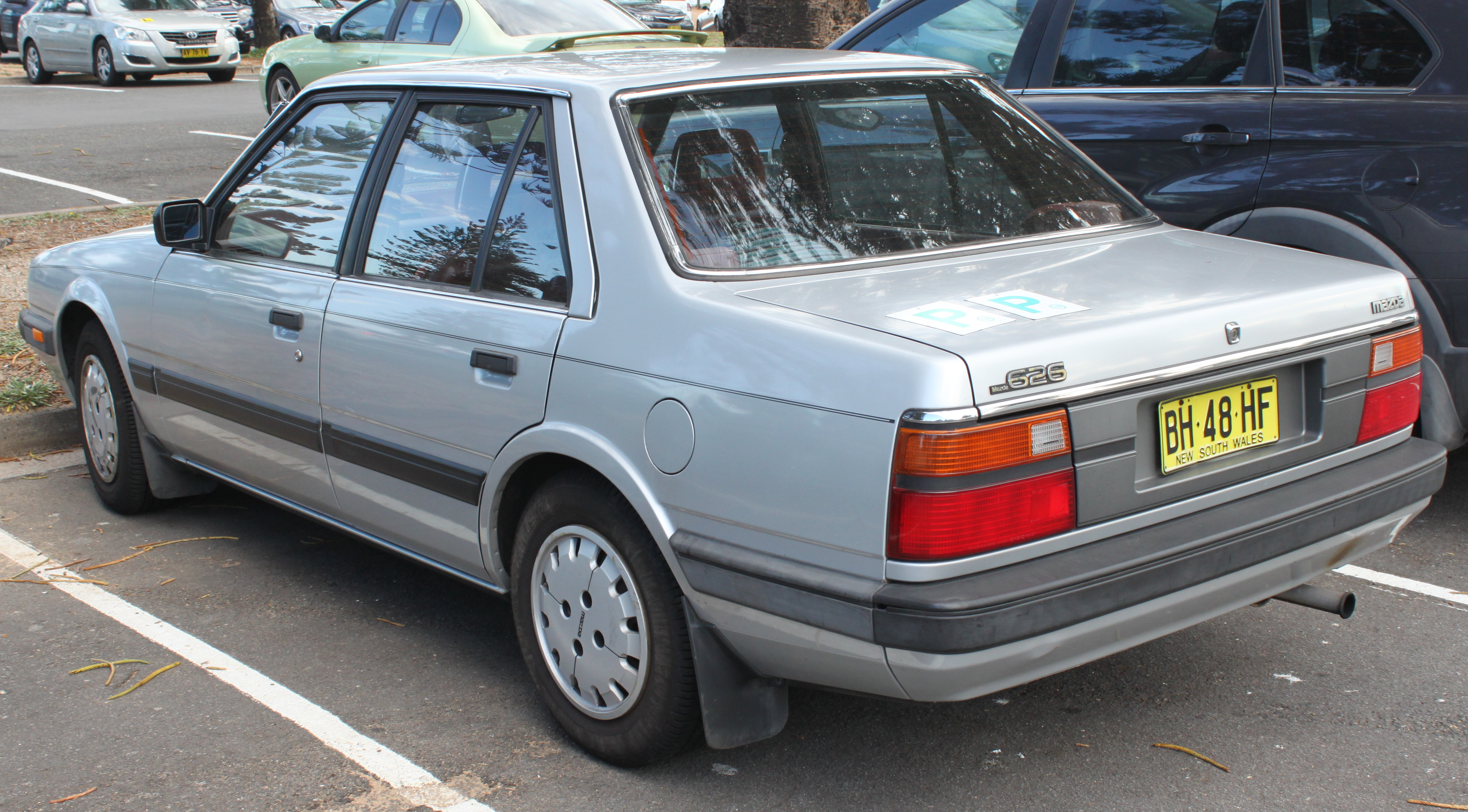
Druhá generace ve verzi sedan zezadu.
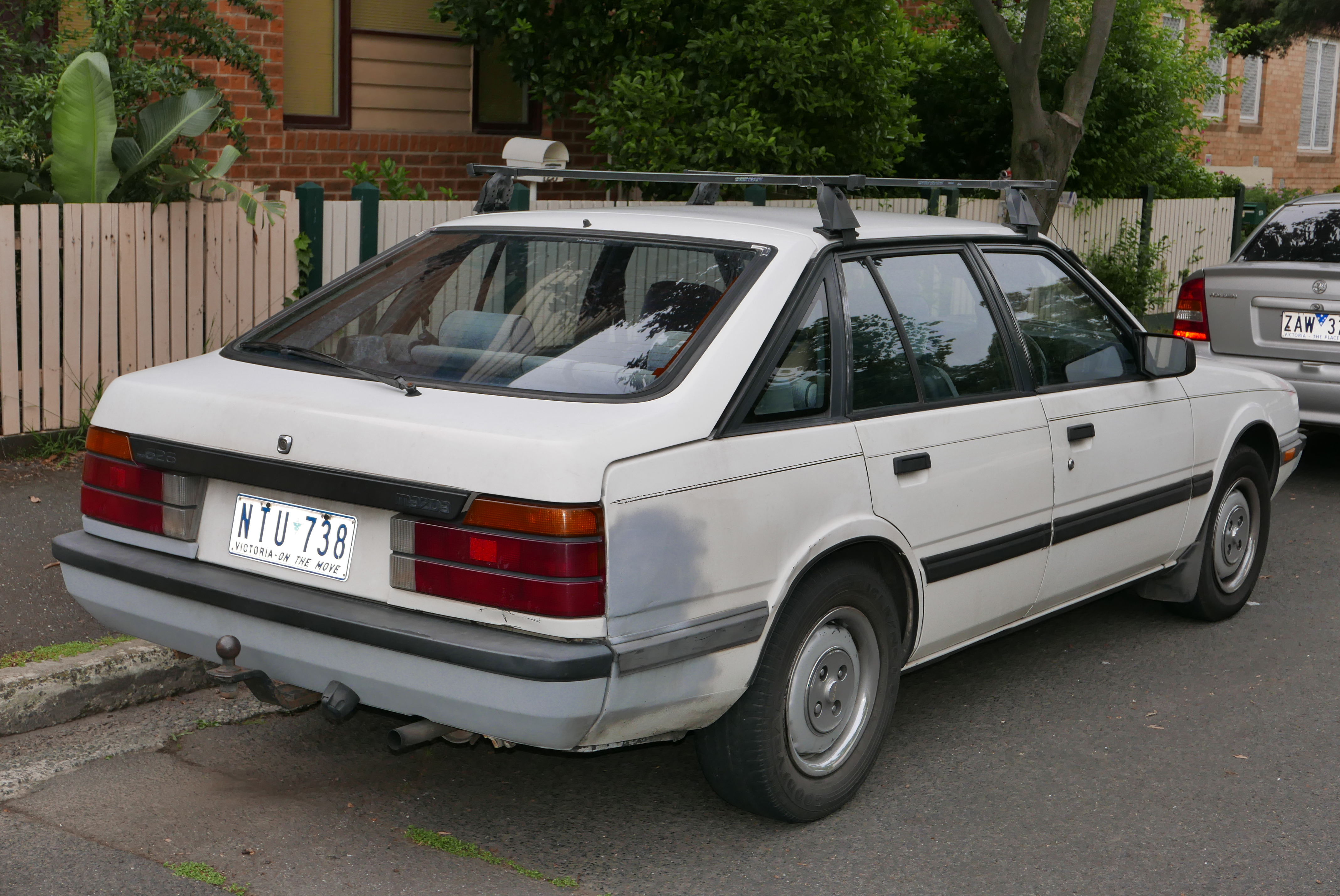
Druhá generace ve verzi liftback zezadu.
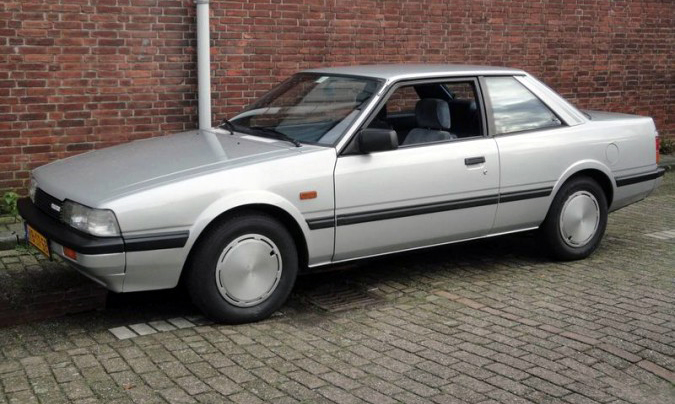
Druhá generace ve vzácné verzi kupé.
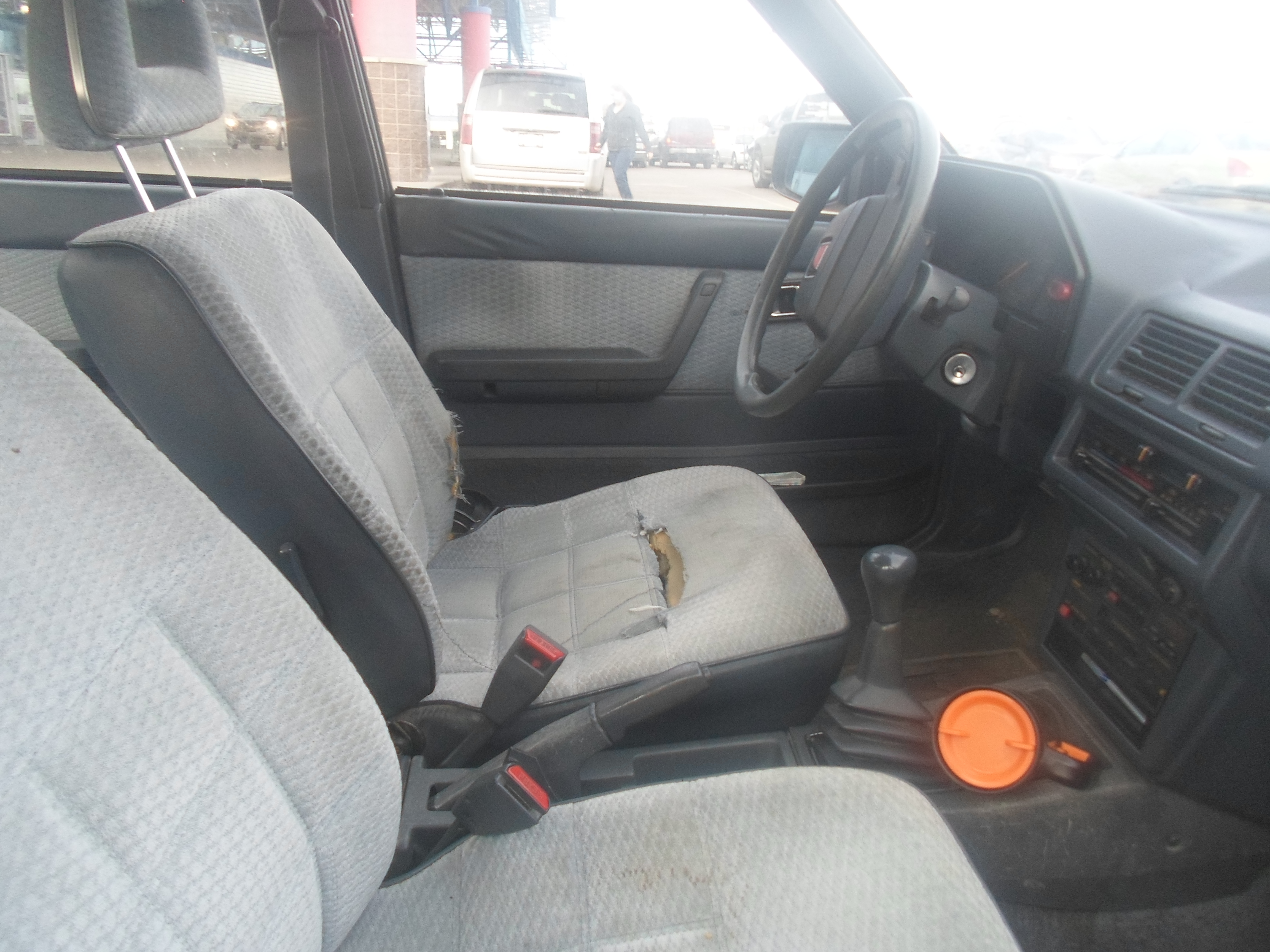
Interiér

## Třetí generace (GD, GV; 1987–1992)
Třetí generace byla přestavena v květnu 1987. Používala vylepšenou platformu předchozí generace a některé verze vydržely ve výrobě v Japonsku do roku 1996.
Poprvé bylo v této generaci představeno kombi, které mělo interní označení GV.
Motory byly nové, ale upřednostňovaly spíš točivý moment než výkon. Z naftových motorů byl zcela nový motor 2.0 RFT, který poprvé použil tzv.přeplňování Comprex, které se předtím používalo v dodávkových automobilech Mazda Bongo.
| Model   | Rok výroby | Počet válců | Počet ventilů | Zdvihový objem | Zrychlení | Maximální rychlost | Spotřeba l/100 km* | Emise g/km | Norma | Výkon  | Točivý moment | Pohotovostní hmotnost |
| ------- | ---------- | ----------- | ------------- | -------------- | --------- | ------------------ | ------------------ | ---------- | ----- | ------ | ------------- | --------------------- |
| 1,8 16V | 1987–1992  | 4           | 8V            | 1840           | 13,0      | 172 km/h           | n/a                | n/a        | EU0   | 64 kW  | 140 Nm        | 1105 kg               |
| 2,0 16V | 1987–1992  | 4           | 16V           | n/a            | n/a       | 206 km/h           | n/a                | n/a        | EU0   | 103 kW | 173 Nm        | 1225 kg               |
| 2,2 16V | 1987–1992  | 4           | 12V           | n/a            | n/a       | 190 km/h           | n/a                | n/a        | EU0   | 85 kW  | 180 Nm        | 1170 kg               |

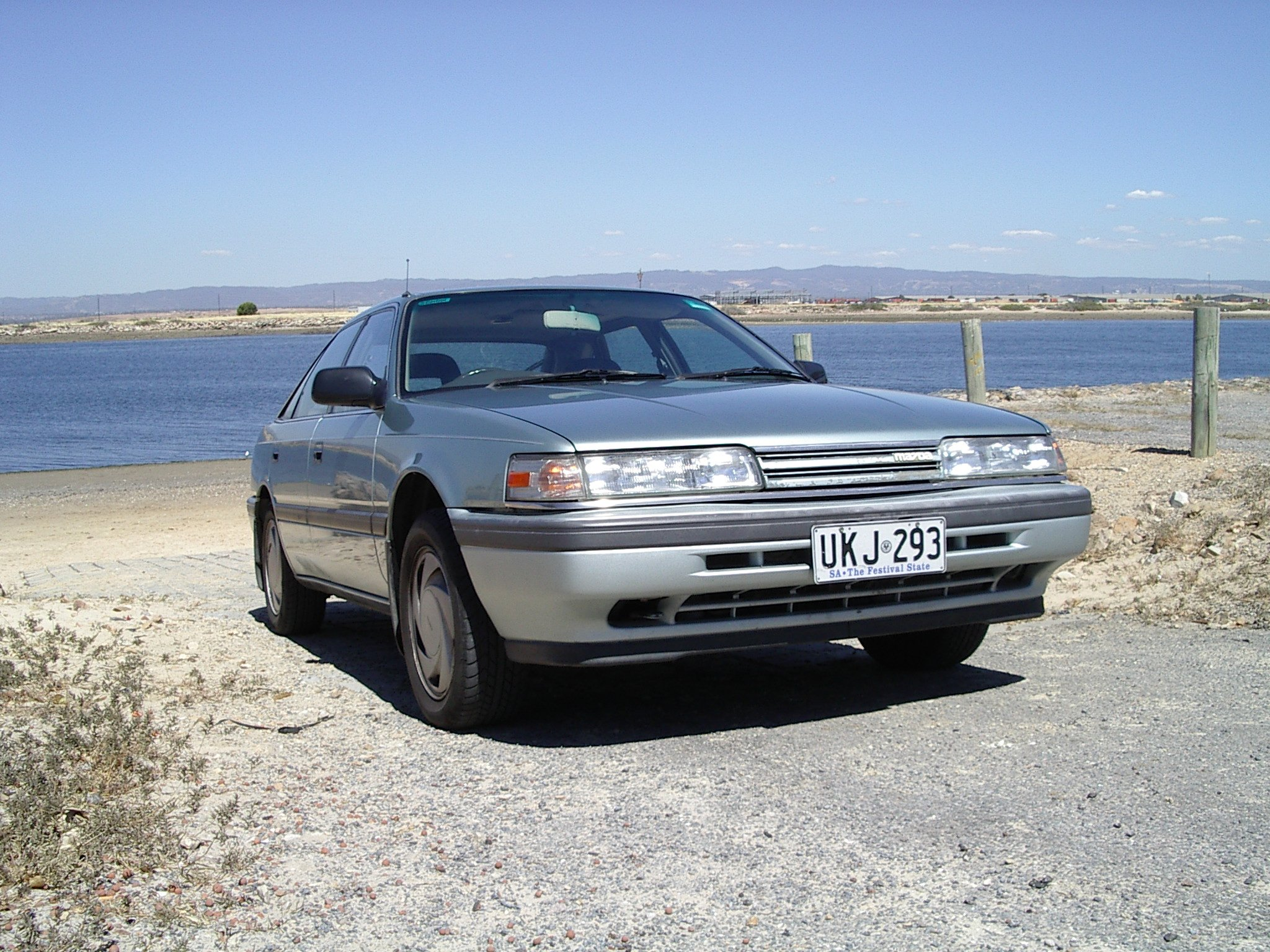
Třetí generace ve verzi hatchback zepředu
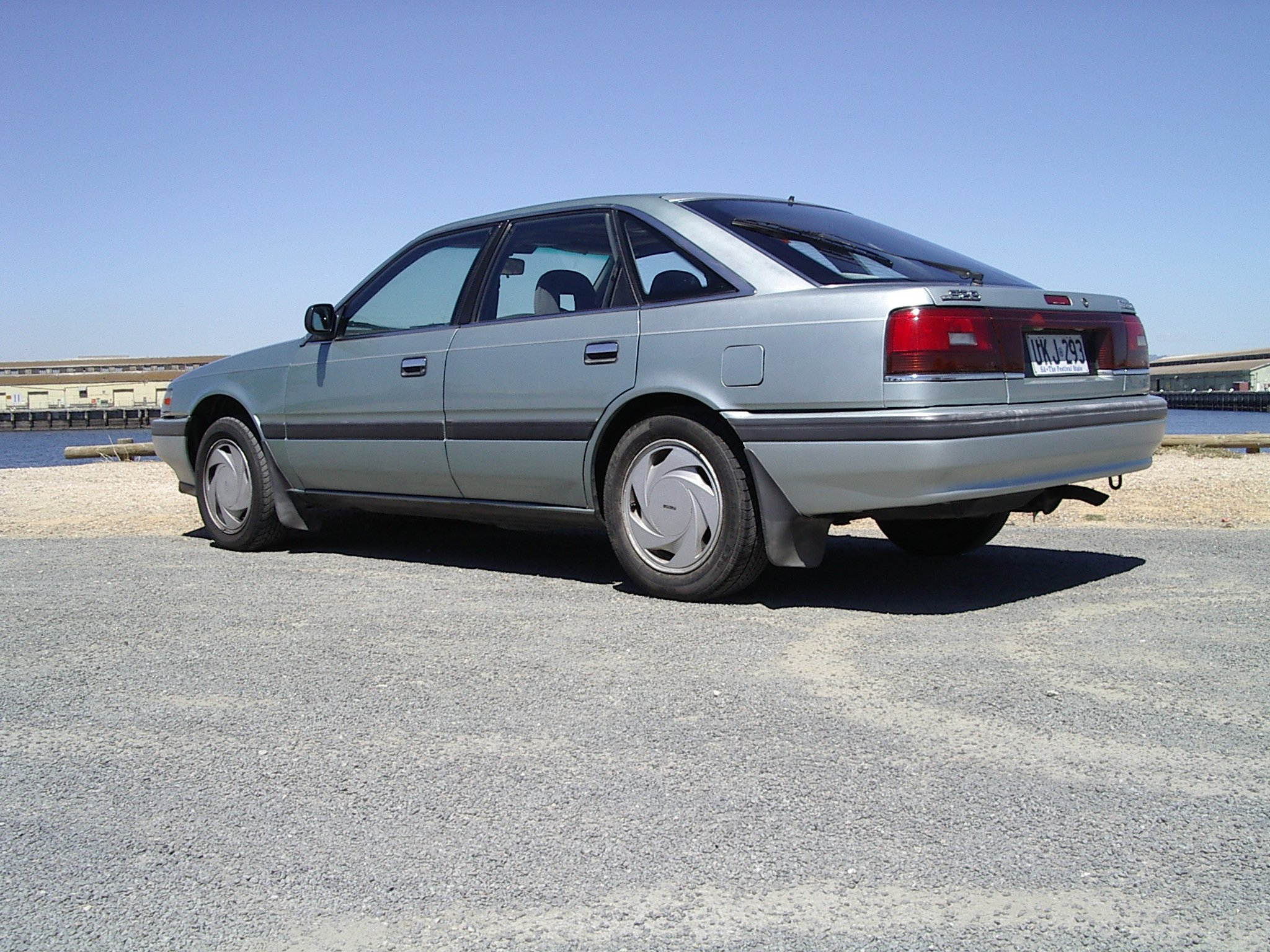
Třetí generace ve verzi hatchback zezadu
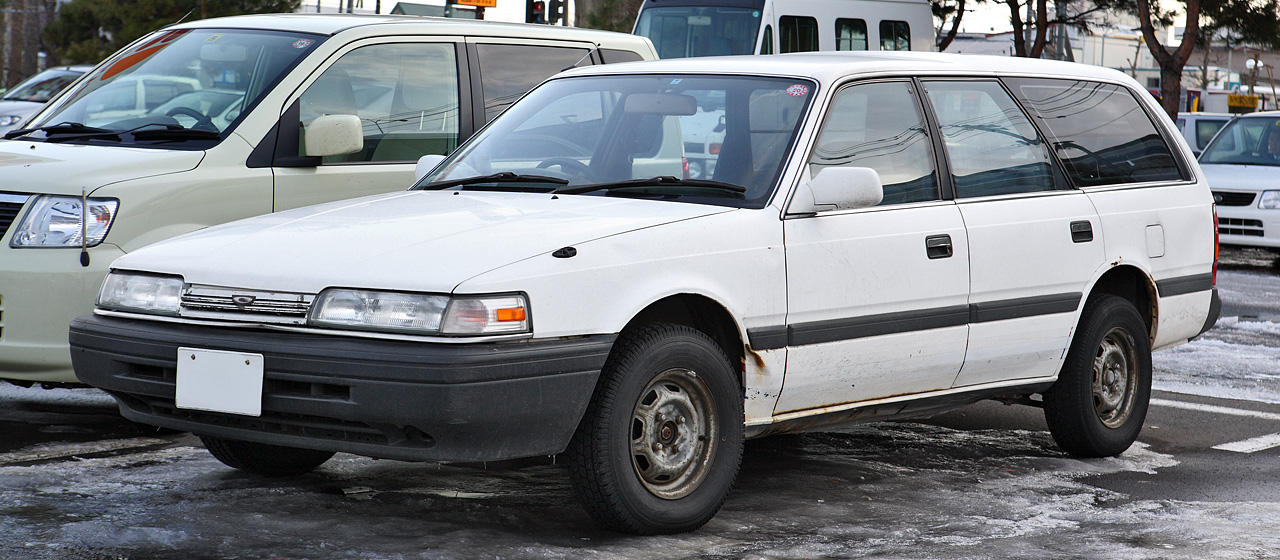
Třetí generace ve verzi kombi (v Japonsku Mazda Capella Cargo)

## Čtvrtá generace (GE; 1991–1997)
Čtvrtá generace byla představena v roce 1991 a ve výrobě vydržela až do roku 1997. Oproti předchozím verzím se výrazně odlišovala zaobleným designem karoserie, ale konstrukce podvozku byla stále podobná jako u předchozích verzí. Byla to také první generace modelu 626 nabízená v tehdy porevolučním Československu a proto byla velmi oblíbená mezi vznikající podnikatelskou třídou, obzvlášť s karoserií liftback. V této generaci nabídla Mazda poprvé (a naposled) šestiválcový motor, čímž chtěla zvýšit image řady 626.
V této generaci nebyla nabízena verze kombi. Bylo nabízeno pouze kombi, které vycházelo z předchozí generace.
Korejská automobilka Kia vyráběla na základě této generace model Kia Clarus, který byl technicky hodně podobný a odlišoval se upraveným designem karoserie.
| Model   | Rok výroby | Počet válců | Počet ventilů | Zdvihový objem | Zrychlení | Maximální rychlost | Spotřeba l/100 km* | Emise g/km | Norma | Výkon  | Točivý moment | Pohotovostní hmotnost |
| ------- | ---------- | ----------- | ------------- | -------------- | --------- | ------------------ | ------------------ | ---------- | ----- | ------ | ------------- | --------------------- |
| 1,8 16V | 1991–1997  | 4           | 16V           | 1840           | 11,9      | 190 km/h           | n/a                | n/a        | EU0   | 78 kW  | 157 Nm        | 1130 kg               |
| 2,0 16V | 1991–1997  | 4           | 16V           | n/a            | n/a       | 198 km/h           | n/a                | n/a        | EU0   | 86 kW  | 173 Nm        | 1150 kg               |
| 2,5 V6  | 1991–1997  | 4           | 24V           | n/a            | n/a       | 220 km/h           | n/a                | n/a        | EU0   | 123 kW | 221 Nm        | 1260 kg               |

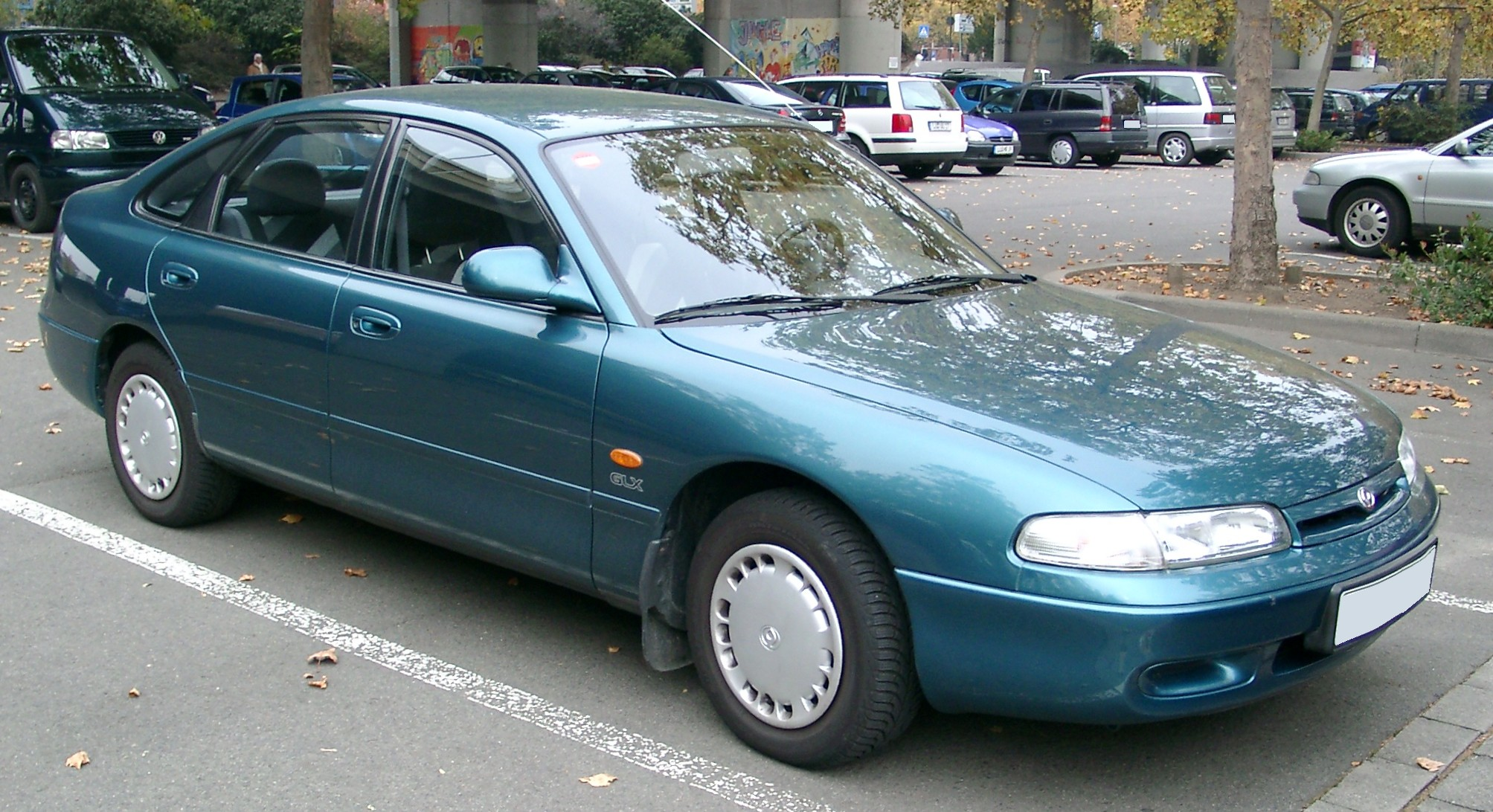
Čtvrtá generace ve verzi liftback
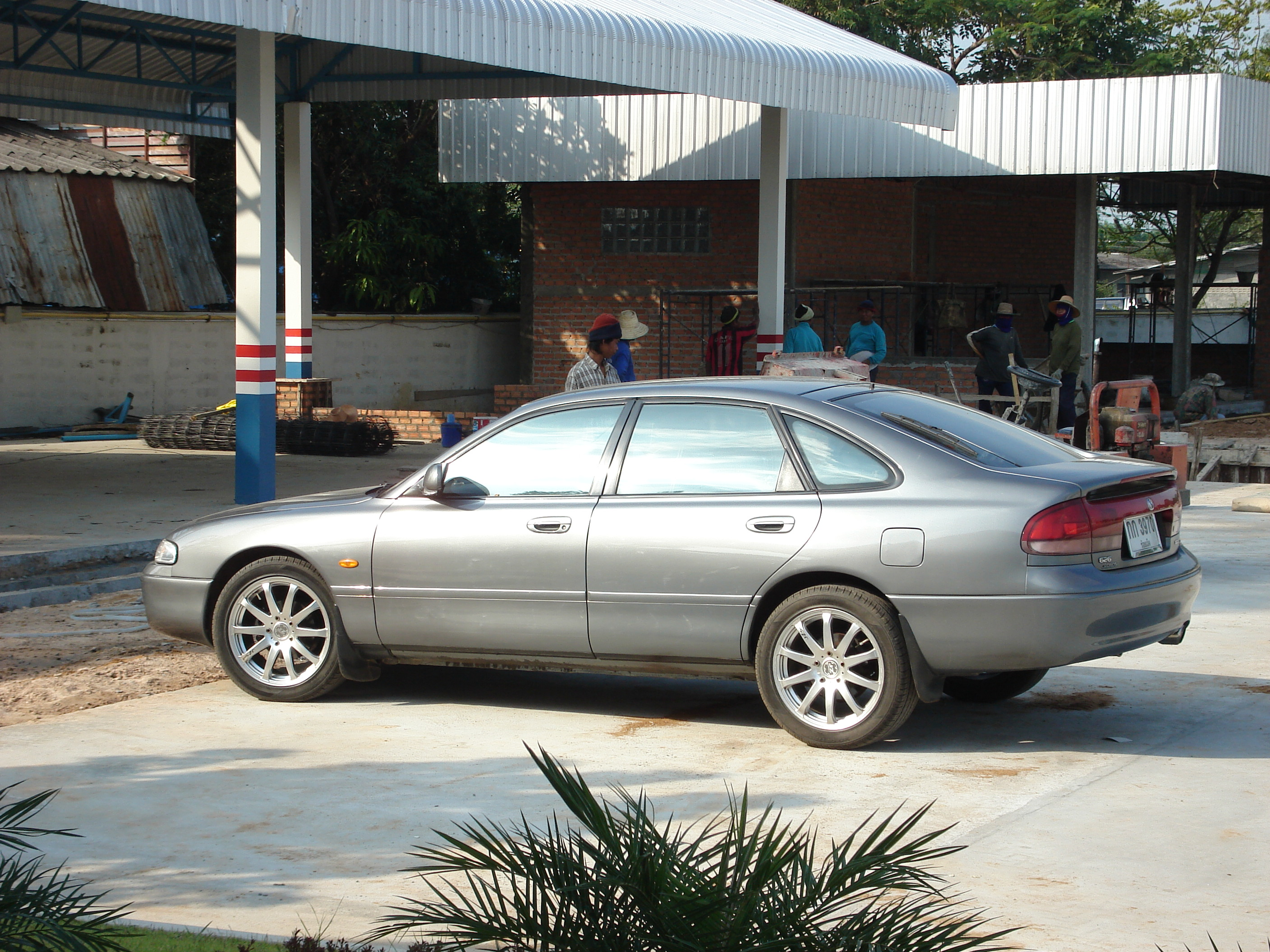
Čtvrtá generace ve verzi liftback
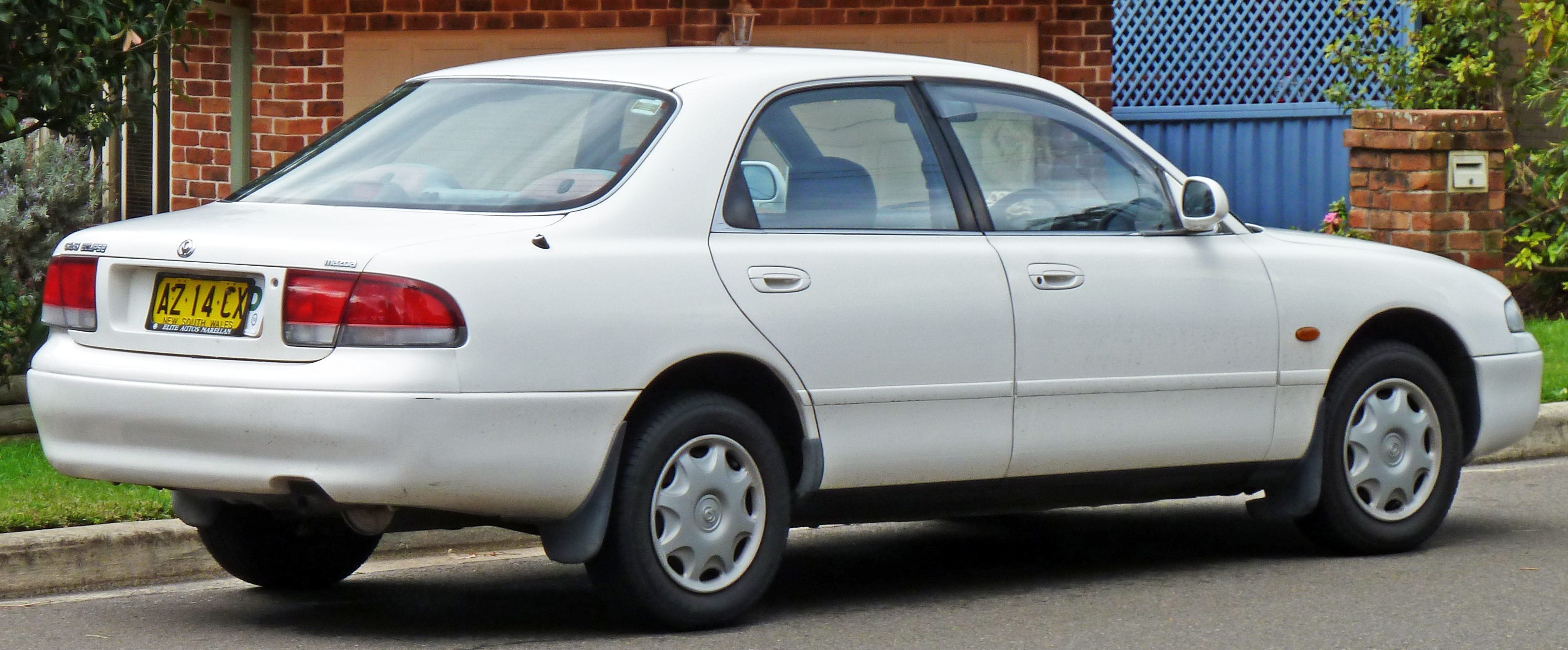
čtvrtá generace ve verzi sedan

## Pátá generace (GF, GW; 1997–2002)
Pátá generace byla představena na podzim 1997 a ve výrobě vydržela až do roku 2002. Byla to první Mazda, která byla od výroby osazována současným logem automobilky. Design už není tolik zaoblený jako u předchozí generace, čímž se snažila Mazda více zaujmout konzervativnější evropské zákazníky. Konstrukce podvozku vychází z předchozí generace, ale oproti předchozímu modelu byly vylepšeny jízdní vlastnosti, které jsou stabilnější díky tužšímu odpružení. Na stejném podvozku byl o rok později představen model Mazda 323 ve své poslední generaci. Přestože tato generace Mazdy 626 měla menší rozměry, měla více místa v interiéru díky lepšímu využití prostoru. Na počátku výroby byl vůz vyráběn pouze v karoseriích sedan a liftback, praktičtější kombi se začalo prodávat až následující rok. Z počátku výroby byly dostupné jen benzínové motory o objemu 1.8 litru a 2 litry, které vycházely z motorů předchozí generace. V roce 1998 byl představen dvoulitrový přeplňovaný naftový motor 2.0 DITD. Ve stejném roce byly do standardní výbavy všech modelů 626 přidány boční airbagy v předních sedadlech. Ke konci roku 1999 prošla celá modelová řada faceliftem, kdy dostala výraznější design přední části s novým nárazníkem a přední maskou s větším logem automobilky, byla upravena grafika zadních světel a byl upraven interiér. Výkon motorů 1.8 a 2.0 DITD byl po faceliftu mírně zvýšen. Výroba poslední generace modelu 626 skončila v roce 2002, kdy byla zahájena výroba zcela nového modelu Mazda6.

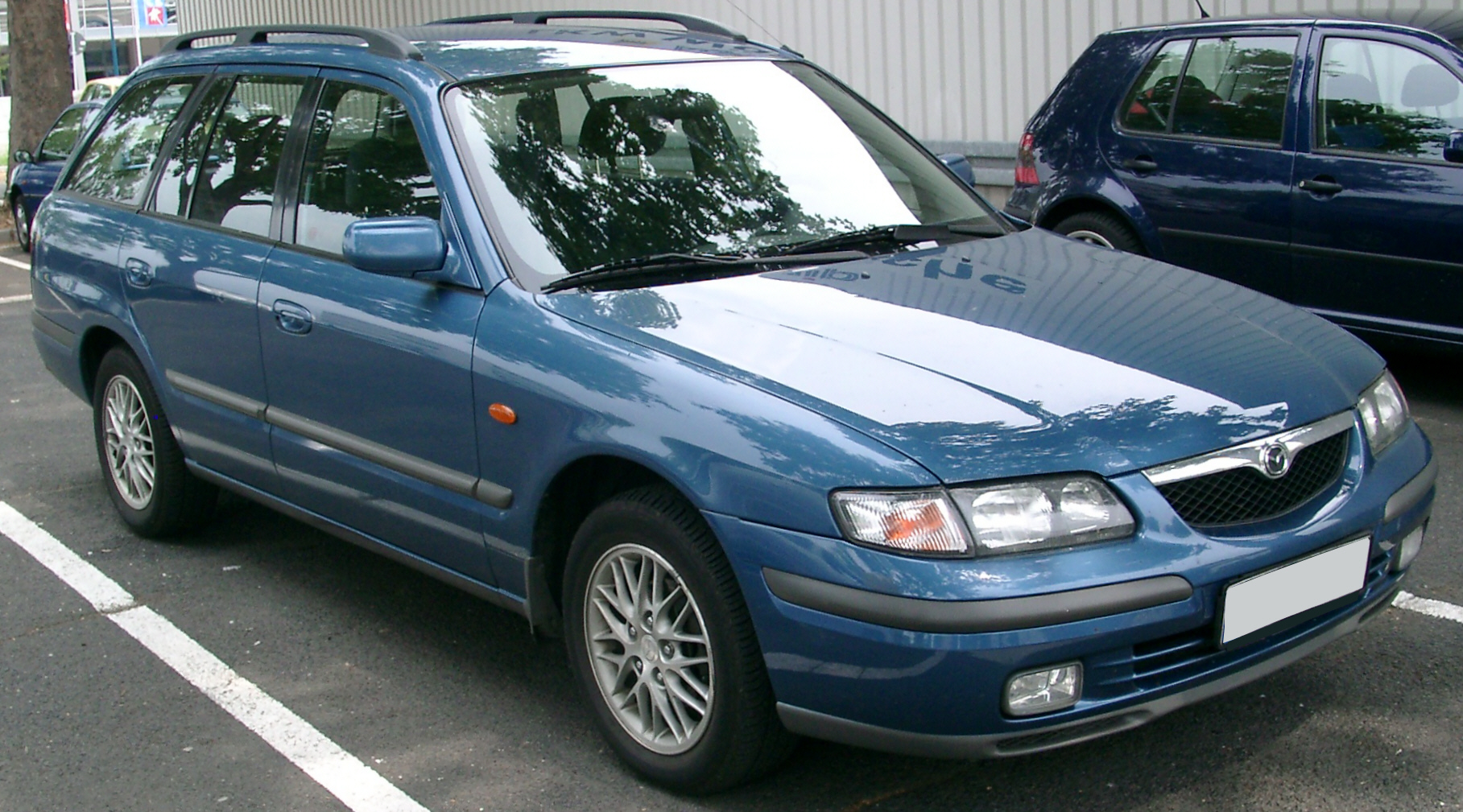
Pátá generace ve verzi kombi, model před faceliftem.
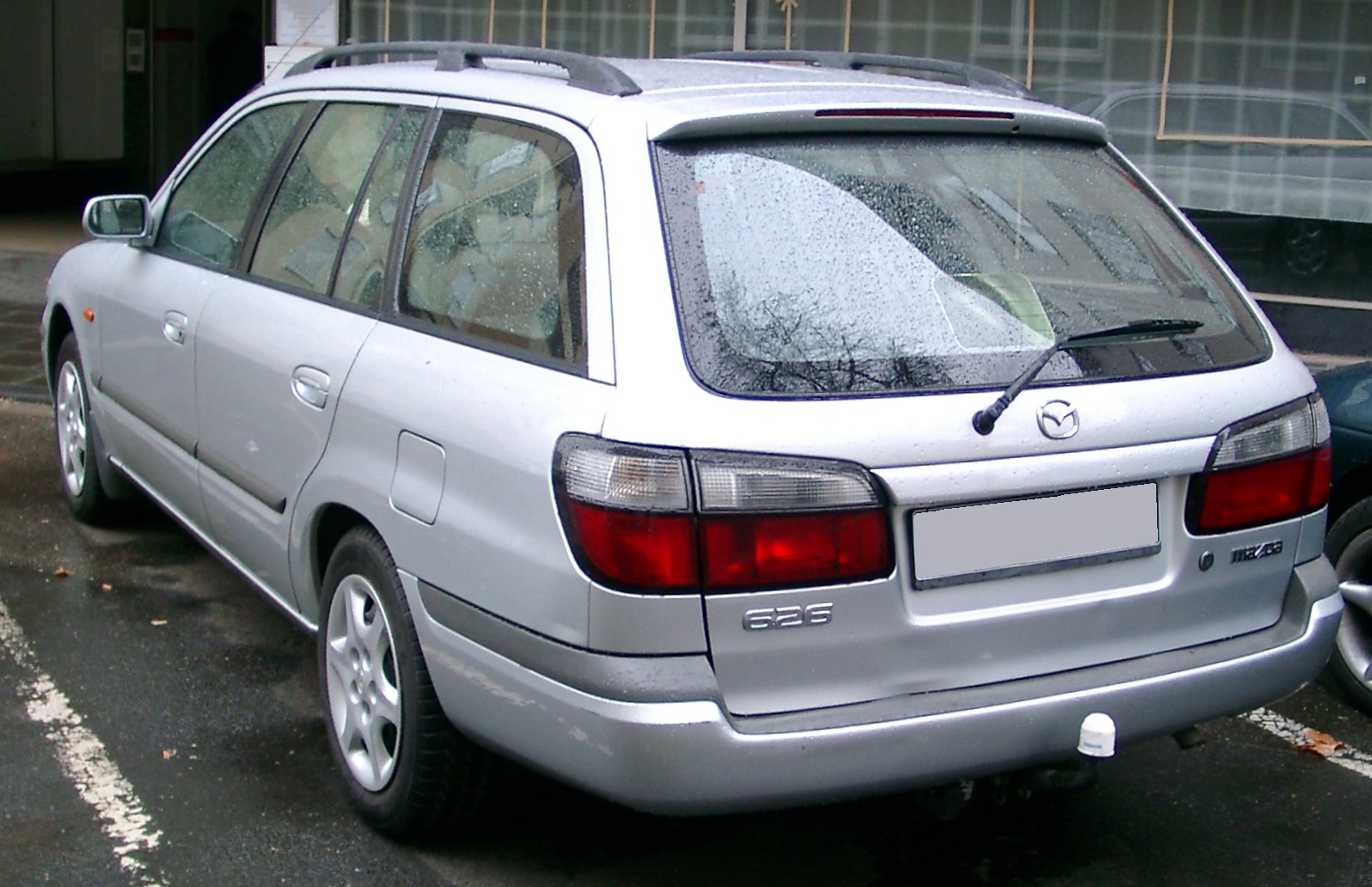
Pátá generace ve verzi kombi, model před faceliftem.
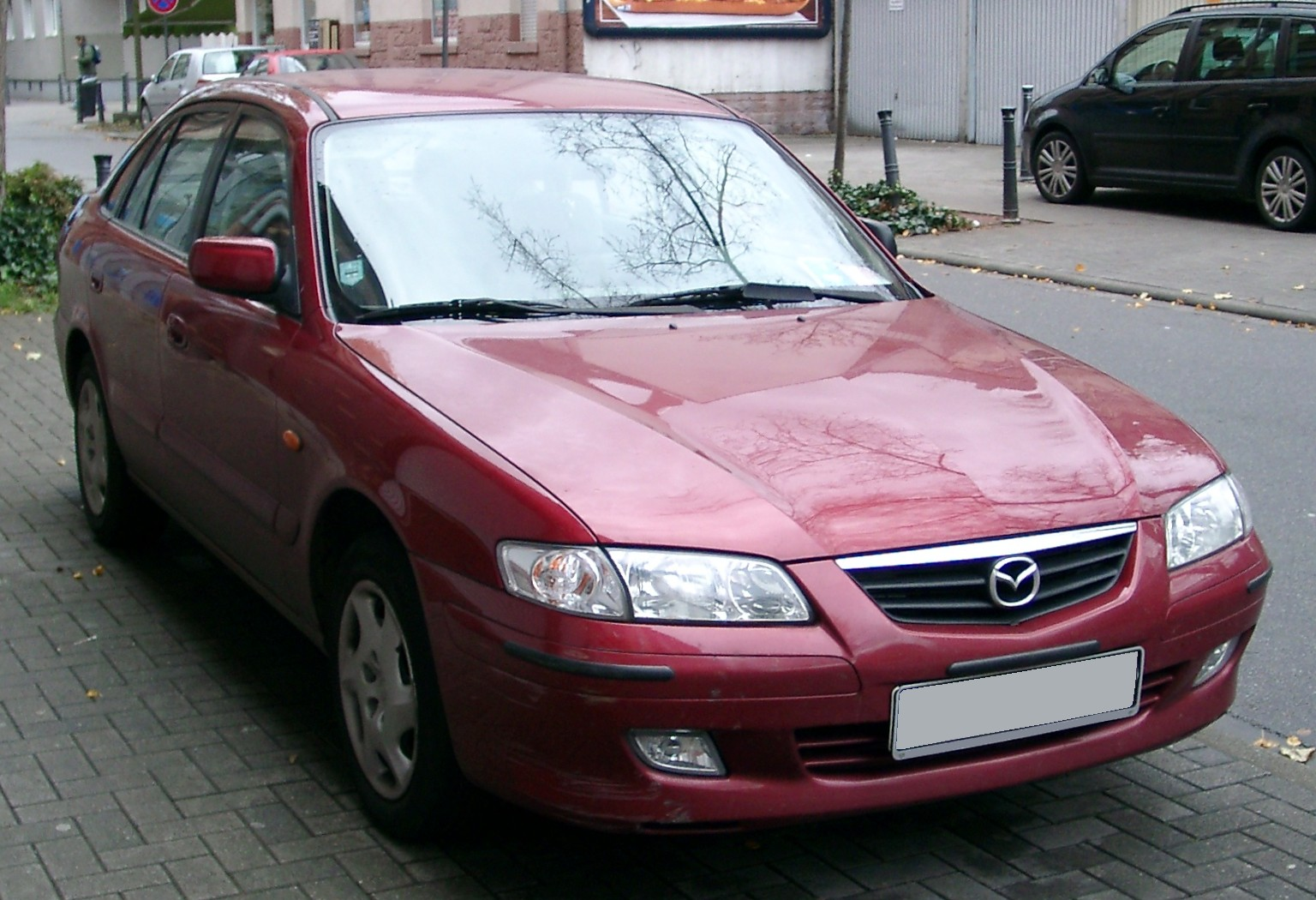
Pátá generace ve verzi liftback, model po faceliftu.
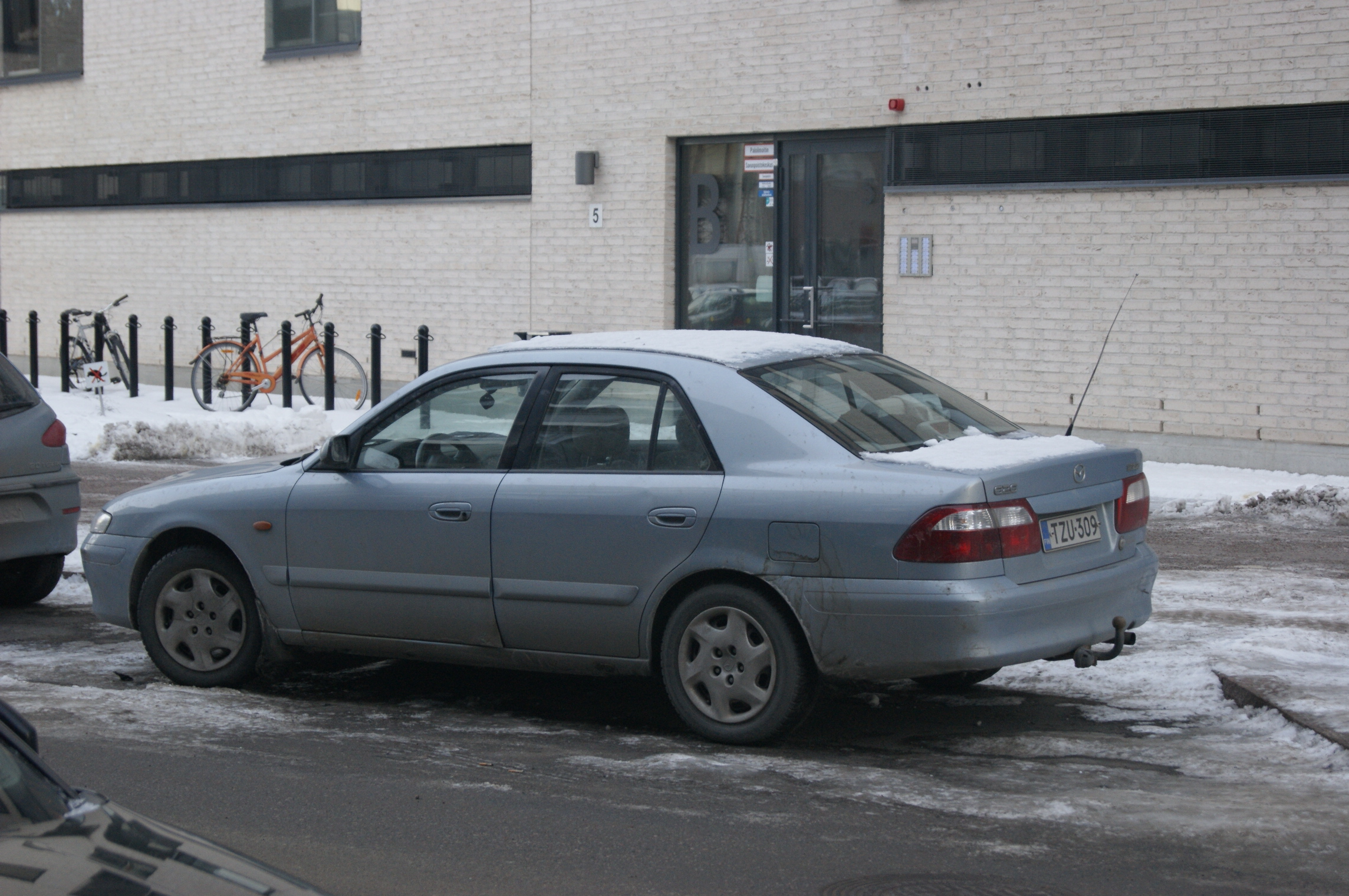
Pátá generace ve verzi sedan, model po faceliftu.
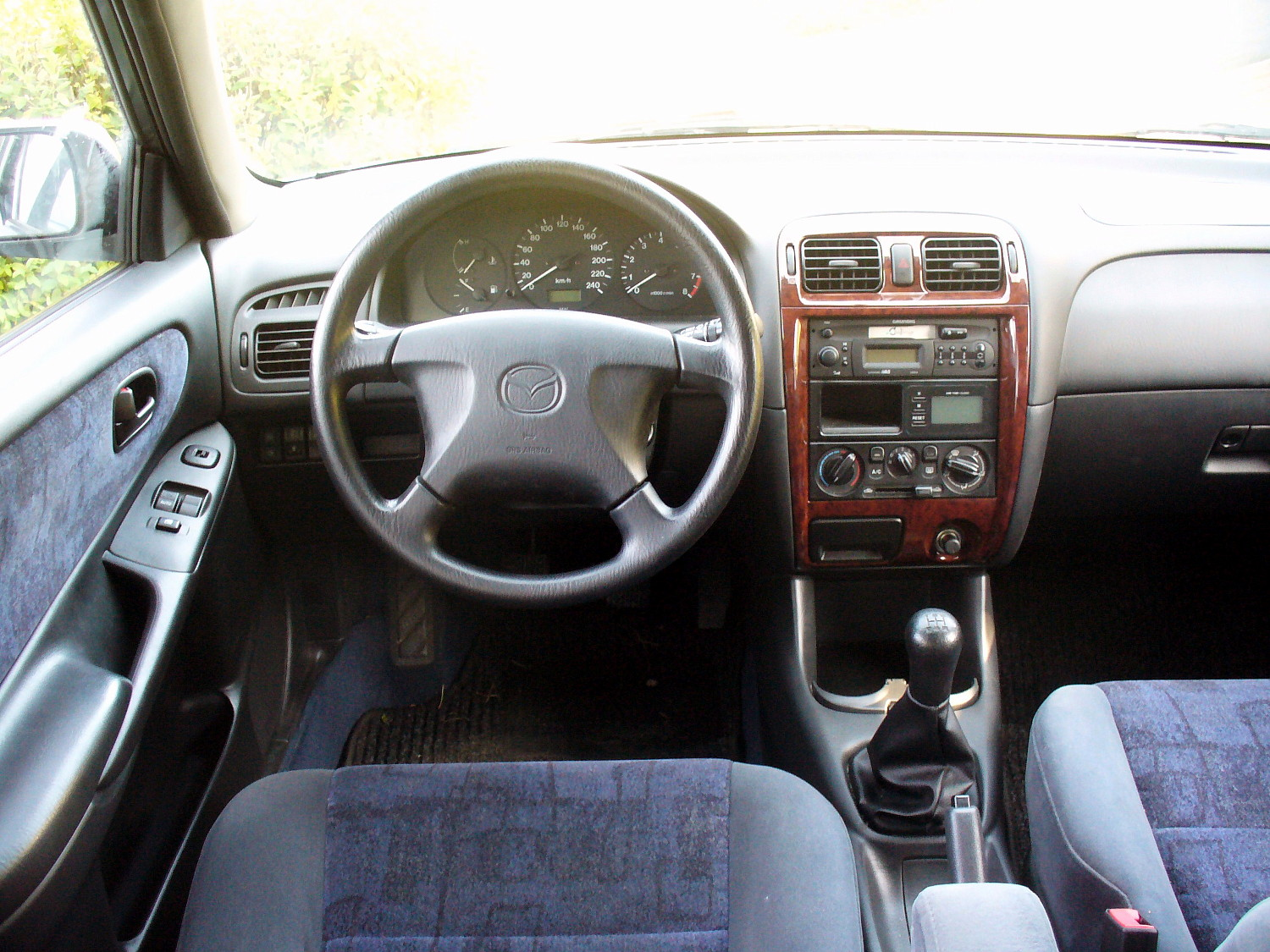
Interiér verze před faceliftem.

### Benzínové motory
| Model   | Rok výroby | Počet válců | Počet ventilů | Zdvihový objem | Zrychlení | Maximální rychlost | Spotřeba l/100 km* | Emise g/km | Norma | Výkon  | Točivý moment | Pohotovostní hmotnost                          |
| ------- | ---------- | ----------- | ------------- | -------------- | --------- | ------------------ | ------------------ | ---------- | ----- | ------ | ------------- | ---------------------------------------------- |
| 1,8 16V | 1997–1999  | 4           | 16V           | 1840           | 12,5 s    | 180 km/h           | 7,6                | 181        | EU2   | 66 kW  | 145 Nm        | sedan 1170 kg, liftback 1185 kg, kombi 1265 kg |
| 1,8 16V | 1999–2002  | 4           | 16V           | 1840           | 11,8 s    | 182 km/h           | 7,6                | 181        | EU3   | 74 kW  | 152 Nm        | sedan 1170 kg, liftback 1185 kg, kombi 1265 kg |
| 2,0 16V | 1997–2002  | 4           | 16V           | n/a            | 9,9 s     | 185 km/h           | 7,9                | 203        | EU3   | 85 kW  | 170 Nm        | sedan 1170 kg, liftback 1215 kg, kombi 1295 kg |
| 2,0 16V | 1997–2002  | 4           | 16V           | n/a            | 9,6 s     | 208 km/h           | 8,1                | 193        | EU3   | 100 kW | 178 Nm        | sedan 1170 kg, liftback 1215 kg, kombi 1295 kg |

### Naftové motory
| Model    | Rok výroby | Počet válců | Počet ventilů | Zdvihový objem | Zrychlení | Maximální rychlost | Spotřeba l/100 km* | Emise g/km | Norma | Výkon | Točivý moment | Pohotovostní hmotnost                          |
| -------- | ---------- | ----------- | ------------- | -------------- | --------- | ------------------ | ------------------ | ---------- | ----- | ----- | ------------- | ---------------------------------------------- |
| 2,0 DITD | 1998–1999  | 4           | n/a           | n/a            | 13,5 s    | 175 km/h           | 5,5                | 158        | EU2   | 74 kW | 220 Nm        | sedan 1170 kg, liftback 1215 kg, kombi 1295 kg |
| 2,0 DITD | 1999–2002  | 4           | n/a           | n/a            | 12 s      | 185 km/h           | 6,3                | n/a        | EU2   | 81 kW | 230 Nm        | sedan 1170 kg, liftback 1215 kg, kombi 1295 kg |